# Crno Kamanje
Crno Kamanje – wieś w Chorwacji, w żupanii karlowackiej, w gminie Generalski Stol. W 2011 roku liczyła 16 mieszkańców.